# Mistrzostwa Ameryki Południowej w Piłce Siatkowej Kobiet 1989
XVIII Mistrzostwa Ameryki Południowej w piłce siatkowej kobiet odbyły się w 1989 roku w Kurytybie w Brazylii. W mistrzostwach wystartowało 6 reprezentacji. Mistrzem została po raz jedenasty reprezentacja Peru.

## Klasyfikacja końcowa
| Miejsce | Reprezentacja |
| ------- | ------------- |
|         | Peru          |
|         | Brazylia      |
|         | Argentyna     |
| 4.      | Wenezuela     |
| 5.      | Paragwaj      |
| 6.      | Urugwaj       |